# دي دي ناشيونال
دي دي ناشيونال هي قناة تلفزيونية أرضية عامة هندية مملوكة للدولة. هي القناة الرئيسية لمحطة تلفزيون دوردارشان، مزود البث العام الهندي، وهي أكثر قناة تلفزيونية أرضية متوفرة في الهند.
دي دي ناشيونال هي مؤسسة حكومية، لكنها تتميز باستقلال ذاتي.